# Naturschutzgebiet Waldnaabtal
Das Waldnaabtal ist ein Naturschutzgebiet nahe Falkenberg im Oberpfälzer Landkreis Tirschenreuth in Bayern.

## Lage
Das Naturschutzgebiet befindet sich 2,6 Kilometer südwestlich von Falkenberg und 5,6 Kilometer nördlich von Windischeschenbach. Das Gebiet gehört damit zum Landkreis Tirschenreuth und zum Landkreis Neustadt an der Waldnaab. Ein kleiner Teil ist Bestandteil des Naturpark Nördlicher Oberpfälzer Wald und des Landschaftsschutzgebietes LSG Oberpfälzer Hügelland im westlichen Landkreis Neustadt a.d.Waldnaab . Es gehört vollständig zum FFH-Gebietes Waldnaabtal zwischen Tirschenreuth und Windisch-Eschenbach.

## Beschreibung
Von dem etwa 182 ha großen Areal befinden sich 29 ha im Landkreis Neustadt an der Waldnaab und 153 ha im Landkreis Tirschenreuth. Benannt ist das Schutzgebiet nach dem Fluss Waldnaab. Das Schutzgebiet erstreckt sich von der Hammermühle bis zur Mündung des Frombaches. Die Hebung der Falkenberger Granithochfläche hat zu einer verstärkten Erosionstätigkeit der Waldnaab geführt. Der hier geschützte und etwa 6 Kilometer lange Talabschnitt ist wegen der Felsblockmeere im Gewässer, seinen bizarren Verwitterungsformen sowie steil aufragenden Granitfelsen von besonderer Schönheit und Eigenart.

### Geotope
Im Naturschutzgebiet befinden sich die beiden vom Bayerischen Landesamt für Umwelt ausgewiesenen Geotope NSG Waldnaabtal SW von Falkenberg (377R013) und Sauerbrunnen im NSG Waldnaabtal ENE von Ödwalpersreuth (377Q001).
Hier im Falkenberger Granitmassiv liegt ein schluchtartig eingeschnittenes Flusstal. Erosionshohlkehlen und Schleifspuren in den Felswänden zeigen, wie sich der Fluss relativ schnell in den Untergrund fraß, als sich das Gebiet zu heben begann. Nördlich des zweiten Geotops Sauerbrunnen, ist der Waldnaabdurchbruch als besonders enge Stelle mit vielen Findlingen im Flussbett zu finden. Der Sauerbrunnen ist ein öffentlich zugänglicher Mineralbrunnen. Am Wanderweg oberhalb der Blockhütte entspringt eine Quelle mit schwefel- u. kohlensäurereichem Wasser, das den umgebenden Granit gelblich-rötlich färbt. Um Tirschenreuth gibt es eine Reihe solcher Säuerlinge, die mit einer beginnenden vulkanischen Aktivität in Verbindung gebracht werden. Erdbeben und eine anschließende Förderung von heißem, schwefelhaltigem Wasser aus Quellen im Steinwald sind historisch belegt.
Das Naturschutzgebiet wurde am 22. Juli 1950 erstmals und am 24. November 1976 mit geänderter Verordnung ausgewiesen.